# Lijst van graveurs en medailleurs
Hier onder volgt een lijst met graveurs en/of medailleurs
- Theodoor Victor van Berckel
- Louis Pierre Van Biesbroeck
- Joseph-Pierre Braemt
- Luigi Calamatta
- Carlos van Dionant de Caceres
- Harry Elstrøm
- Alexander Ernste
- August Falise
- Joop Hekman
- Chris van der Hoef
- Johan Georg Holtzhey
- Floris Jespers
- Dirk Koedyck
- Marinus Kutterink
- Thees Meesters
- Dario Varotari de Jongere
- Waterloos
- Leopold Wiener
- Oswald Wenckebach
- Lambertus Zijl